# Îles du Rosaire
Les Islas del Rosario (Îles du Rosaire), aussi connues sous le nom de Corales Islas del Rosario (Îles de corail du Rosaire) est un archipel située au large de la Colombie, à une cinquantaine de kilomètres par la mer au sud-ouest de Carthagène des Indes. 

## Géographie et géologie
Situé au large de la péninsule de Barú, l'archipel comprend les îles Grande (es), Marina (es), Roberto (es), Tesoro (es), Caribarú, Arena, Rosario ainsi qu'une dizaine d'îles plus petites.

Carte des îles du Rosaire.

## Protection
Avec l'archipel San Bernardo, ce site fait partie des 59 Parcs Naturel National de Colombie. Il a été fondé pour protéger un des plus importants récifs de corail des Caraïbes colombiennes et les écosystèmes associés, tel que les herbiers et les mangroves et les nombreuses espèces d'algues et les animaux qui les habitent.. On peut visiter le parc national et des visites guidées sont organisées. L’Isla Rosario possède un aquarium et un océanorium ouvert sur mer que l'on peut également visiter. Des activités comme la natation, la plongée, la pêche et d'autres sont proposées.
La formation du récif de corail est renforcée sur le côté au vent des îles en raison de qualités d'action des vagues et de l'eau qui favorisent la croissance des coraux.

## Histoire
En 1885, la zone a été déclarée comme " extrêmement dangereuse à approcher en bateau.

## Source
- United Nations Department of Public Information. 1999. pp. 59–62
- Rosario Islands ; page wikipédia en anglais
- Springer Science & Business Media. p. 259.